# Kłopotów (województwo dolnośląskie)
Kłopotów (do 1945 niem. Klaptau) – wieś w Polsce położona w województwie dolnośląskim, w powiecie lubińskim, w gminie Lubin.

## Podział administracyjny
W latach 1975–1998 miejscowość administracyjnie należała do województwa legnickiego.

## Nazwa
Nazwa wsi pochodzi od polskiego określenia niepomyślnego obrotu spraw - "kłopotu". Heinrich Adamy w swoim dziele o nazwach miejscowości na Śląsku wydanym w 1888 roku we Wrocławiu wymienia pierwotną nazwę wsi jako Cloptowo podając jej znaczenie "Kummer und Sorge" czyli po polsku "kłopot i zmartwienie". Nazwa wsi została później fonetycznie zgermanizowana na Klaptau i utraciła swoje pierwotne znaczenie.

## Historia
Prowadzone w okolicy Kłopotowa badania archeologiczne dowodzą, że we wczesnym średniowieczu, dzięki położeniu na szlaku handlowym z Kijowa do Magdeburga miejscowość mogła być osadą miejską – na polskim prawie lokacyjnym. Clopotovo wymienia się w wielu kronikach i dokumentach np. w akcie papieża Klemensa IV dotyczącym kanonizacji św. Jadwigi. Wraz z upływem lat znaczenie Kłopotowa malało, w tej chwili (III 2011 r.) wieś położona jest na uboczu i zamieszkuje ją 102 osoby.

## Zabytki
Do wojewódzkiego rejestru zabytków wpisany jest:
- teren dawnego cmentarza ewangelickiego, z 1925 r.

## Sport i rekreacja
- Drużyna piłkarska klubu KS Kłopotów-Osiek[6] w sezonie 2021/22 reprezentuje wieś w rozgrywkach B-klasy[7] organizowanych przez legnicki OZPN (Okręgowy Związek Piłki Nożnej).
- Nieopodal Kłopotowa przebiega rowerowy szlak turystyczny łączący Lubin ze Ścinawą przez wsie Czerniec, Siedlce, Ręszów i Krzyżową. W miejscowości Czerniec szlak krzyżuje się z inną rowerową trasą (pętlą biegnącą wokół Lubina).
- Przez Kłopotów przebiega także Szlak św. Jakuba, szlak pielgrzymkowy do katedry w Santiago de Compostela.
- We wsi działa gospodarstwo agroturystyczne.
- W Kłopotowie znajduje się pole do gry w paintball.

## Komunikacja
Przez Kłopotów przebiega trasa linii nr 4 komunikacji miejskiej w Lubinie.
- Kierunek z Lubina do Kłopotowa: Kłopotów
- Kierunek z Kłopotowa do Lubina: Lubin Ustronie / Lubin Cmentarz Zacisze
- Przystanki we wsi:
  - Kłopotów - wieś
  - Kłopotów